# 東彼杵町立東彼杵中学校
東彼杵町立東彼杵中学校（ひがしそのぎちょうりつ ひがしそのぎちゅうがっこう、Higashisonogi Town Higashisonogi Junior High School）は、長崎県東彼杵郡東彼杵町蔵本郷にある公立中学校。
2019年（平成31年）4月1日に東彼杵町にあった2校の公立中学校（彼杵中学校と千綿中学校）が統合された。。

## 概要
校区
「長崎県東彼杵郡東彼杵町」の「小音琴郷、浦、大音琴郷、口木田郷、蔵本郷、金谷、本町、東町、橋ノ詰、赤木、上杉、下三根、山田、樋口、川内、飯盛、法音寺郷、菅無田郷、坂本郷、中尾郷、太ノ原、太ノ浦郷、遠目郷（一部）、八反田（はちたんだ）郷、千綿宿郷、瀬戸郷、駄地（だじ）郷、平似田郷、中岳郷、蕪郷、木場（こば）郷、里郷、一ツ石郷」地区。
小学校区は東彼杵町立彼杵小学校、東彼杵町立千綿小学校。
遠目郷の一部生徒は隣接する嬉野市立大野原中学校へ通学する。
旧・彼杵中学校
歴史
1947年（昭和22年）の学制改革により創立。2012年（平成24年）に創立65周年を迎えた。
校訓
「志を立て 耐えて 励まん」- 1985年（昭和60年）2月に制定。
校章
1959年（昭和34年）11月に制定。柏の葉の絵を背景にして、中央に校名の「中」の文字を置いている。
校歌
1959年（昭和34年）11月に制定。作詞は風木雲太郎、作曲は山口健作による。歌詞は2番まであり、2番に校名の「彼杵」が登場する。

## 沿革
旧・彼杵中学校
- 1947年（昭和22年）
  - 4月1日 - 学制改革（六・三制の実施）が行われる。
    - 彼杵町国民学校の初等科が改組され、「彼杵町立彼杵小学校」となる。
    - 彼杵町国民学校の高等科と彼杵高等実業青年学校の普通科が改組され、新制中学校「彼杵町立彼杵中学校」が発足。

  - 4月23日 - 入学式を挙行。生徒数は285名（6学級）。
  - 5月1日 - 青年学校校舎、小学校校舎および彼杵神社の拝殿で分散授業を開始。
- 1948年（昭和23年）4月 - 宝酒造彼杵工場を買収し、仮校舎とする。
- 1949年（昭和24年）2月11日 - 木造新校舎が完成。
- 1951年（昭和26年）3月 - 赤木茶園が完成。
- 1954年（昭和29年）9月17日 - 校門を設置。
- 1956年（昭和31年）
  - 1月30日 - 東側新校舎が完成。
  - 5月18日 - 青年教室を開設。
- 1957年（昭和32年）12月18日 - 職業教室を設置。
- 1958年（昭和33年）5月28日 - 相撲場が完成。
- 1959年（昭和34年）
  - 5月1日 - 彼杵町と千綿村の合併により東彼杵町が発足。これにより、「東彼杵町立彼杵中学校」（現校名）に改称。
  - 11月 - 校旗と校歌を制定。
- 1960年（昭和35年）4月 - 北側新校舎が完成。
- 1961年（昭和36年）6月2日 - 体育館が完成。
- 1962年（昭和37年）4月 - さきがけの像を設置。生徒数が最大の592名（13学級）を記録する。
- 1963年（昭和38年）
  - 10月 - 技術科教室が完成。
  - 12月 - 学校林を設定。
- 1967年（昭和42年）3月 - 完全給食を開始。
- 1969年（昭和44年）
  - 8月 - 東側自転車置き場が完成。
  - 9月 - グランドピアノを設置。
- 1975年（昭和50年）8月 - グラウンドでNHKラジオ体操の中継が行われる。
- 1977年（昭和52年）9月17日 - 米飯給食を開始。
- 1981年（昭和56年）
  - 3月 - 鉄筋コンクリート造新校舎1棟（特別教室棟）が完成。
  - 5月 - 鉄筋コンクリート造新校舎1棟（管理棟）が完成。
  - 10月 - LL教室を設置。
- 1983年（昭和58年）3月 - サーキットトレーニングコース、アスレチック施設を設置。
- 1985年（昭和60年）
  - 2月 - 校訓を制定。
  - 3月 - 新体育館（現体育館）が完成。
- 1986年（昭和61年）4月 - 運動場を整備。
- 1987年（昭和62年）
  - 11月 - 低鉄棒を設置。
  - 12月 - 運動場入口を石垣にする。
- 1993年（平成5年）3月 - パソコンを設置。
- 1997年（平成9年）3月 - 校旗が寄贈される。
- 2008年（平成20年）11月26日 - 耐震工事が完了。

旧・千綿中学校
- 千綿中学校の沿革を参照。

東彼杵中学校
- 2019年（平成31年）4月1日 - 東彼杵町立千綿中学校と統合され、「東彼杵町立東彼杵中学校」（現校名）に改称。
  - 統合後は、当面彼杵中学校の校舎が使用される[1]。

## 著名な卒業生
- 仲里依紗（女優）- 旧・彼杵中学校卒業。

## アクセス
最寄りの鉄道駅
- JR九州 大村線 「彼杵駅」

最寄りのバス停
- 東彼杵町営バス「彼杵中学校前」バス停

最寄りの国道・県道
- 長崎自動車道（高速道路）東そのぎIC
- 国道205号
- 長崎県道137号彼杵停車場線

## 周辺
- 東彼杵町役場
- 東彼杵町立彼杵小学校
- 川棚警察署東彼杵警察官駐在所
- 彼杵神社
- 彼杵郵便局
- 東彼杵町図書館
- 東彼杵町総合会館
- 東彼杵町児童体育館
- 東彼杵町歴史民俗資料館
- 道の駅彼杵の荘

## 関連事項
- 長崎県中学校一覧